# 池尻和佳子
池尻 和佳子（いけじり わかこ、1976年7月13日 - ）は、RKB毎日放送のアナウンサー。福岡県北九州市出身。福岡市在住。

## 履歴
実家は米穀店を営んでいる。
明治学園高等学校を経て立教大学卒業。
高校、大学とテレビ東京報道キャスター（元アナウンサー）の塩田真弓の一期下であった。
1999年にRKB毎日放送に入社。当時の若手女子アナ4人によるオリジナルユニット「ピーチーズ」のメンバーとしても活躍。独身時代は、深夜の番宣番組がきっかけで“JILLY”の愛称がついた。
2004年に結婚。2007年1月に女児を出産。2008年から職場に復帰。
復帰前の2007年11月14日放送の『今日感テレビ』ニュースコーナーで久しぶりにカメラの前に姿を見せた。同番組で放送開始から共演し、前日の13日に急死した稲尾和久の通夜に出席した際のインタビューでの出演となった。
以降、『今日感テレビ』ニュースコーナーにて、地元福岡の顔の一人として活躍し、2018年3月末で番組を卒業した。
2018年4月からは、引き続き今日感ニュースのキャスターを担当。
2020年9月から2022年3月25日まではタダイマ!のMCを担当した。同年3月28日からは同番組のニュースを担当している。

### 今日感テレビの出演記録（2018年3月まで）
- 2006年9月まで　全曜日全時間出演
- 2006年10月〜12月　月曜から水曜までは全時間出演、木曜はニュース以外
- 2007年　出産・育児休暇
- 2008年1月から　金曜日のみ全時間出演
- 2009年7月～2018年3月　全曜日の18時台ニュース担当

## 現在の担当番組
- タダイマ!
- 池尻和佳子のトコワカ
- RKBヘッドライン（不定期）

## 過去の担当番組
- 福田健次のどんどんショッピング
福岡県外の放送エリアでは、JNN系列以外の局でも同番組の一部販売商品情報を、その局のテレショップ番組の販売商品情報の扱いで、ネット放送していたことがあった。そのためテレビ東京などJNN系列以外の局にも出演歴がある。
- ピーチーズの@お気に入り
- 夕方どんどん
- 毎日宣隊JILLY
「今夜もマミーゴ!!」の前身の深夜の番宣番組。池尻アナ扮するJILLYは、福岡のM1層を中心に抜群の人気だった。
- What's R?
「毎日宣隊JILLY」の前身の深夜の番宣番組。
- スタミナラジオ
- だいすき!北九州
- 今日感テレビ （18時台ニュース担当）
  - 今日感ニュース
- 味わいぶらり旅（ナレーション・2010年4月から）
- エンタメバラエティ THE☆ヒット情報「ごご3時の主張!」月曜日“池尻和佳子の「ジリーズ・EYE（アイ）」”（ラジオ）